# Rutland (Illinois)
Pour les articles homonymes, voir Rutland (homonymie).
Rutland est un village du comté de LaSalle dans l'Illinois, aux États-Unis,. Situé à l'ouest du comté, il est fondé en 1855, sous le nom de New Rutland et incorporé le 15 mai 1876.

## Démographie
Lors du recensement de 2010, le village comptait une population de 318 habitants. Elle est estimée, en 2016, à 310 habitants.

### Source de la traduction
- (en) Cet article est partiellement ou en totalité issu de l’article de Wikipédia en anglais intitulé « Rutland, Illinois » (voir la liste des auteurs).